# 青田石

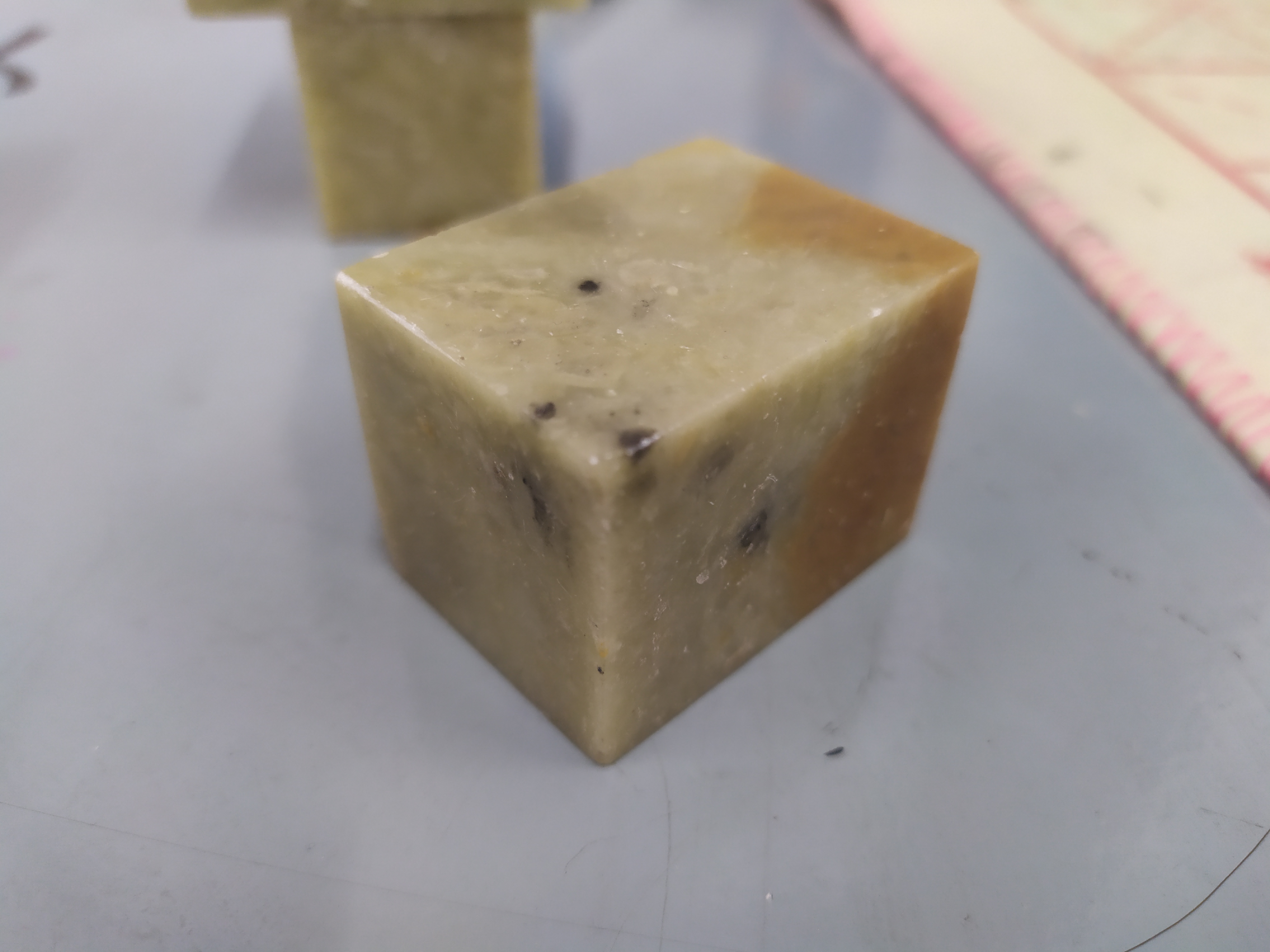
青田石

青田石（せいでんせき）は、篆刻の印材。主成分は葉ろう石。「燈光凍」、「魚脳凍」と名づけられる上質なものから、練習用と評される「図書石」まで様々あるものの総称。中華人民共和国浙江省麗水市青田県産。王冕が発見した花乳石（かにゅうせき）がこれにあたるとされる。青田県季井嶺の図書洞から産出する。篆刻では初心者向けの石とされ、安価である。色は淡緑灰色、淡い青色、薄い緑などと表現される。
青田駅の駅前には入場料無料の青田石彫博物館があり、素材や彫刻作品が展示されている。